# Derby County Football Club 1976-1977
Questa voce raccoglie le informazioni riguardanti il Derby County Football Club nelle competizioni ufficiali della stagione 1976-1977.

## Stagione
A secco di vittorie nelle prime otto partite di First Division, il Derby County cadde nelle posizioni basse della classifica senza tuttavia riuscire ad allontanarsene, lottando per non retrocedere fino alla fine del torneo.
A novembre, con la squadra invischiata nella zona bassa della classifica ed eliminata dalla Coppa UEFA dall'AEK Atene dopo aver travolto nel primo turno il Finn Harps la dirigenza, ormai completamente rappresentata da George Hardy che dal 24 febbraio sostituirà definitivamente Longson, decise di porre fine alla gestione di Dave Mackay. Dopo tentato di contattare il Nottingham Forest per cercare di riportare in panchina Brian Clough, venne scelto l'allenatore della squadra delle riserve Colin Murphy, che tentò di rinnovare la rosa vendendo alcuni giocatori della vecchia guardia come Bruce Rioch e Jeff Bourne rimpiazzandoli con altri che non resero secondo le aspettative come Derek Hales, acquistato a una cifra record per un giocatore proveniente dalla terza divisione e in grado di segnare solo quattro reti in diciotto partite.
Il Derby County concluse il campionato al quindicesimo posto detenendo il record stagionale del minor numero di vittorie ottenute, ma fornì migliori prestazioni in FA Cup e in Coppa di Lega con l'eliminazione ai quarti di finale di entrambe le competizioni.

## Maglie e sponsor
Lo sponsor tecnico per la stagione 1976-1977 è Umbro. Rispetto alla stagione precedente, le divise rimangono invariate ma viene aggiunta una trama formata da strisce e rombi sulle spalle.
Viene inoltre introdotta una nuova divisa per le gare esterne, di colore rosso.
| Casa | Trasferta |  |

## Rosa
| N. |                        | Ruolo | Calciatore               |
| -- | ---------------------- | ----- | ------------------------ |
|    | Inghilterra (bandiera) | P     | Colin Boulton            |
|    | Inghilterra (bandiera) | P     | Graham Moseley           |
|    | Inghilterra (bandiera) | D     | Peter Daniel             |
|    | Irlanda (bandiera)     | D     | David Langan             |
|    | Irlanda (bandiera)     | C     | Tony Macken              |
|    | Inghilterra (bandiera) | D     | Roy McFarland (capitano) |
|    | Inghilterra (bandiera) | D     | Henry Newton             |
|    | Inghilterra (bandiera) | D     | David Nish               |
|    | Galles (bandiera)      | D     | Rod Thomas               |
|    | Inghilterra (bandiera) | D     | Colin Todd               |
|    | Inghilterra (bandiera) | D     | Ron Webster              |
|    | Irlanda (bandiera)     | C     | Gerry Daly               |

| N. |                        | Ruolo | Calciatore      |
| -- | ---------------------- | ----- | --------------- |
|    | Scozia (bandiera)      | C     | Archie Gemmill  |
|    | Inghilterra (bandiera) | C     | Kevin Hector    |
|    | Galles (bandiera)      | C     | Leighton James  |
|    | Scozia (bandiera)      | C     | Jeff King       |
|    | Irlanda (bandiera)     | C     | Don O'Riordan   |
|    | Inghilterra (bandiera) | C     | Steve Powell    |
|    | Scozia (bandiera)      | C     | Bruce Rioch     |
|    | Inghilterra (bandiera) | A     | Jeff Bourne     |
|    | Scozia (bandiera)      | A     | Eric Carruthers |
|    | Inghilterra (bandiera) | A     | Charlie George  |
|    | Inghilterra (bandiera) | A     | Derek Hales     |

## Calciomercato

### Sessione estiva
| Acquisti | Acquisti    | Acquisti       | Acquisti      |
| R.       | Nome        | da             | Modalità      |
| -------- | ----------- | -------------- | ------------- |
| A        | Jeff Bourne | Dallas Tornado | fine prestito |

| Cessioni | Cessioni      | Cessioni             | Cessioni               |
| R.       | Nome          | da                   | Modalità               |
| -------- | ------------- | -------------------- | ---------------------- |
| P        | Colin Boulton | Southampton          | prestito               |
| D        | Tony Macken   | Washington Diplomats | prestito               |
| A        | Roger Davies  | Club Bruges          | definitivo (135 000 £) |
| A        | Chris Egan    | Newport County       | definitivo             |
| A        | Francis Lee   |                      | fine carriera          |

### Operazioni esterne alle sessioni
| Acquisti | Acquisti      | Acquisti             | Acquisti               |
| R.       | Nome          | da                   | Modalità               |
| -------- | ------------- | -------------------- | ---------------------- |
| P        | Colin Boulton | Southampton          | fine prestito          |
| D        | Tony Macken   | Washington Diplomats | fine prestito          |
| C        | Gerry Daly    | Manchester Utd       | definitivo (175 000 £) |
| A        | Derek Hales   | Charlton             | definitivo (330 000 £) |

| Cessioni | Cessioni    | Cessioni       | Cessioni               |
| R.       | Nome        | a              | Modalità               |
| -------- | ----------- | -------------- | ---------------------- |
| C        | Bruce Rioch | Everton        | definitivo (200 000 £) |
| A        | Jeff Bourne | Crystal Palace | definitivo (10 000 £)  |

## Risultati

### Coppa UEFA
| Arbitro: | Queudeville |

|                                                                                  |           |  |
| Hector 6’, 22’, 37’, 39’, 65’ Rioch 12’ James 20’, 29’, 70’ George 24’, 28’, 77’ | Marcatori |  |

| Arbitro: | Van Melkebeeke |

|                     |           |                                 |
| McFarland 1’ (aut.) | Marcatori | 26’, 32’ Hector 81’, 90’ George |

| Arbitro: | Rion |

|                 |           |  |
| Wagner 65’, 69’ | Marcatori |  |

| Arbitro: | Einbeck |

|                      |           |                                            |
| George 53’ Rioch 88’ | Marcatori | 64’ Nikoloudīs 77’ Kōnstantinou 85’ Wagner |

## Statistiche

### Andamento in campionato
Luogo, risultato e posizione seguono l'ordine ufficiale delle giornate.
| Giornata  | 1 | 2  | 3  | 4  | 5  | 6  | 7  | 8  | 9  | 10 | 11 | 12 | 13 | 14 | 15 | 16 | 17 | 18 | 19 | 20 | 21 | 22 | 23 | 24 | 25 | 26 | 27 | 28 | 29 | 30 | 31 | 32 | 33 | 34 | 35 | 36 | 37 | 38 | 39 | 40 | 41 | 42 |
| --------- | - | -- | -- | -- | -- | -- | -- | -- | -- | -- | -- | -- | -- | -- | -- | -- | -- | -- | -- | -- | -- | -- | -- | -- | -- | -- | -- | -- | -- | -- | -- | -- | -- | -- | -- | -- | -- | -- | -- | -- | -- | -- |
| Luogo     | T | C  | C  | T  | C  | T  | C  | T  | C  | C  | T  | C  | T  | C  | T  | C  | T  | C  | T  | C  | T  | C  | T  | T  | C  | T  | C  | T  | C  | T  | C  | T  | T  | C  | T  | C  | T  | C  | T  | C  | T  | C  |
| Risultato | N | N  | N  | P  | P  | N  | N  | P  | N  | V  | P  | V  | N  | N  | P  | V  | P  | N  | N  | V  | P  | V  | N  | N  | V  | P  | P  | P  | N  | P  | N  | P  | N  | V  | N  | V  | N  | P  | N  | V  | N  | N  |
| Posizione | 8 | 12 | 13 | 16 | 19 | 19 | 19 | 20 | 20 | 18 | 18 | 17 | 17 | 15 | 17 | 15 | 18 | 18 | 17 | 15 | 17 | 16 | 16 | 17 | 15 | 17 | 17 | 19 | 19 | 19 | 18 | 20 | 19 | 19 | 19 | 15 | 15 | 16 | 16 | 14 | 14 | 15 |

Fonte:  Premier League 1976/1977 » Schedule, su worldfootball.net.
Legenda:

Luogo: C = Casa; T = Trasferta. Risultato: V = Vittoria; N = Pareggio; P = Sconfitta.